# Patrick Maugein
Patrick Maugein, né le 1er mai 1947 à Brive-la-Gaillarde et mort le 5 décembre 2006, est un homme d'affaires français. Il fut le président de Soco International, société de courtage pétrolier.
Présenté comme un « chiraquien de l'ombre », son nom est associé à plusieurs affaires économico-politiques des années 1990-2000 en lien avec Jacques Chirac sans qu'il soit jamais inquiété par la justice.

## Biographie
Fils de fourreurs de Brive-la-Gaillarde en Corrèze, polytechnicien (X1967), ancien élève de l'Insead, Patrick Maugein a collaboré avec le sulfureux trader américain Marc Rich, fondateur de Glencore (Marc Rich fut poursuivi aux États-Unis pour violation de l'embargo avec l'Iran et gracié par Bill Clinton, quelques heures avant son départ de la présidence).
Dès 1979, Patrick Maugein tisse des relations avec les plus hauts responsables du monde arabe : Tarek Aziz, ministre irakien de l’Information, le colonel Kadhafi, l'ayatollah Khomeiny, le cheikh Yamani, ministre saoudien du Pétrole, et futur président de l’Opep.
Il devient, en 1999, président non exécutif de Soco International, société d'extraction pétrolière et de courtage.
En novembre 2005, il publie un livre (prémonitoire ?) Ouï-dire sur la mort (Jean-Claude Gawsewitch Éditeur) quelques jours avant un diagnostic médical fatal. Il décède des suites d'un cancer en décembre 2006.

### Liens avec Jacques Chirac
Aujourd'hui considéré par les Américains comme le chaînon manquant entre Jacques Chirac et Saddam Hussein, Patrick Maugein est resté un homme de l'ombre durant près de vingt-cinq ans. Depuis le début de l'affaire Pétrole contre nourriture, il est devenu la vedette des blogs des néoconservateurs qui voient dans ce lien Hussein-Chirac la raison de l'opposition française à la guerre d'Irak.
Jeune polytechnicien, il rencontre Jacques Chirac en 1967, alors au secrétariat d'État aux Affaires sociales. Il revoit Jacques Chirac, maire de Paris, en 1978, présenté par un ancien banquier installé comme lui à Madrid, Jean-Marie Dauzier, frère de Pierre Dauzier, ancien patron de l'agence Havas. Patrick Maugein rédige les éloges de chanteurs d'opéra décorés par le maire. J.-M. Dauzier, qu'il accompagnait parfois en Afrique, était considéré comme l'un des « vice-trésoriers » officieux du RPR jusqu'à sa mort survenue en 1982.
En 1986, Jacques Chirac, Premier ministre, le nomme aux conseils d'administration de l'Institut du monde arabe et de l'Opéra de Paris. Mélomane, il est nommé, en 1995 par Roland Dumas, à la présidence d'Opéralia, association chargée de promouvoir l'art lyrique. 
Au cours de l'affaire Elf et malgré plusieurs témoignages, la justice ne pose pas une seule question sur Patrick Maugein à Alfred Sirven, dont le répertoire comptait pourtant plus d'une dizaine de numéros de téléphone pour le joindre. Loïk Le Floch-Prigent brandit son nom et évoque un financement corrézien. Il souligne son rôle « entre la tour Elf et un certain nombre de hauts personnages de l'État », sans éveiller le moindre intérêt judiciaire. Loïk Le Floch-Prigent le cite également dans son livre Affaire Elf, affaire d'État. Pour sa part, Patrick Maugein a présenté Tarek Aziz à Loïk Le Floch-Prigent et avec l'argent reçu (3 millions de francs) a expédié des médicaments en Irak.

### Les affaires

#### Mine d’or de Yanacocha
La mine d'or de Yanacocha est une mine d'or péruvienne dont une partie des actifs français gérés par le BRGM sont privatisés, en 1994, au bénéfice de la société minière australienne Normandy. La France, qui a laissé échoir le droit de préemption, est condamnée à céder sa participation à ses partenaires historiques, Newmont Mining et Buenaventura.
Patrick Maugein est intervenu dans cette affaire en se disant en se proclamant « conseiller de l'Elysée », alors qu'il ne défendait que sa commission d'intermédiaire de la société australienne. Rétribué (à 10 %) par les Australiens de Normandy, également spoliés de leurs actifs et dont les intérêts sont donc convergents, il réussit à faire intervenir le Président Chirac, qui accepte d'écrire à son homologue péruvien Alberto Fujimori à propos de cette affaire. Dans un contexte conflictuel, la mine revient finalement au groupe minier Newmont Mining Co, basé à Denver, Colorado aux États-Unis, et à Buenaventura, basée à Lima au Pérou. Patrick Maugein a depuis attaqué Newmont Mining Co en justice et perdu l'ensemble de ses actions.

#### Vente d’avions Casa à l’armée française
Patrick Maugein aurait aussi obtenu l'intervention de Jacques Chirac dans l'affaire de la vente des avions Casa espagnols à l'armée française (affaire des avions CASA). L'information est confirmée dans l'ouvrage de Jean Montaldo Chirac et les 40 menteurs… (2006). Dans ce livre, un important chapitre est consacré à Patrick Maugein (ami corrézien de Jacques Chirac) et aux mouvements de ses comptes bancaires en Suisse, avec leurs numéros et les montants de commissions clandestines en provenance d'Espagne.

#### Affaire Pétrole contre nourriture
Loïk Le Floch-Prigent, ancien président d'Elf a été entendu comme témoin par la brigade financière dans le cadre de l'affaire Pétrole contre nourriture. Dans sa déposition, il a déclaré que, lors d'un rendez-vous avec Ali Hassan, le patron de la SOMO, société pétrolière de l'État irakien, ce dernier lui aurait montré « une lettre signée du nom de Jacques Chirac, président de la République française, adressée à Saddam Hussein et lui demandant de réserver le meilleur accueil à Patrick Maugein et à ses sociétés »,.
L'enquête diligentée par les Nations unies sur cette affaire affirme que Patrick Maugein a négocié lui-même avec les autorités irakiennes, et notamment l'ancien ministre des Affaires étrangères Tarek Aziz, les contrats officiels pour le compte de Trafigura.
Jean Montaldo a publié un livre d'enquête début septembre 2006, Chirac et les 40 menteurs, consacré aux turpitudes du Président Jacques Chirac. Il a réuni les copies de documents originaux, incontestables, portant signatures et sceaux officiels, retrouvés à Bagdad - en langues anglaise et arabe - faisant apparaître que Patrick Maugein, ses associés et amis ont perçu au total une allocation de plus de 50 millions de barils de pétrole irakien. Une autre vingtaine de millions de barils ont transité par Ibex Energy et Trafigura, une société hollandaise employant le frère de Patrick Maugein, Philippe Maugein. (Voir Le Point du 11 mai 2006)
En 2006, les liens entre Patrick Maugein-Soco International et les compagnies Trafigura et Ibex Energy, également évoqués à propos de l'affaire du Probo Koala, ne sont pas établis. Cependant, dans son livre, Jean Montaldo révèle toutefois que Trafigura contrôle 50 % d'une société, Quantic, basée aux Bahamas, laquelle serait un «éminent actionnaire» de Soco, la compagnie de trading et d'extraction pétrolière de Patrick Maugein.

## Sources

### Livres
- Jean Montaldo, Main basse sur l'or de la France : 1993-1998, chronique d'un scandale d'Etat où 12 milliards de francs s'envolent-- au Pérou, Paris, A. Michel, 1998, 414 p. (ISBN 978-2-226-10589-9)
- Jean Montaldo, Carnets secrets, t. 1 : Les Voyous de la République, Paris, A. Michel, coll. « Document Politique », 2001, 359 p. (ISBN 978-2-226-12644-3 et 2226126449)
- Jean Montaldo, Chirac et les 40 menteurs, Paris, Albin Michel, 2006, 449 p. (ISBN 2-226-17271-8)
- Yanacocha de Jean-Claude Gawsewitch. Michel Lafon 2003

### Presse
- « L'affréteur et l'ami de Jacques Chirac », nouvelobs.com, 19 septembre 2006
- « Micmac en Irak : Loïk Le Floch-Prigent met en cause un proche du président », Le Point, 11 mai 2006